# Thạch Huôn
Hòa thượng Thạch Huôn (sinh ngày 4 tháng 10 năm 1944) là một tu sĩ Phật giáo và chính trị gia người Việt Nam, dân tộc Khmer. Ông từng là đại biểu Quốc hội Việt Nam khóa 13 nhiệm kì 2011-2016, thuộc đoàn đại biểu Quốc hội tỉnh Sóc Trăng, Phó Hội trưởng Hội đoàn kết sư sãi yêu nước tỉnh Sóc Trăng, Phó Ban trị sự Phật giáo tỉnh, Phó Ban Hoằng pháp Trung ương, Phó Ban nghi lễ Trung ương Giáo hội Phật giáo Việt Nam, Ủy viên Ủy ban Mặt trận Tổ quốc Việt Nam thị xã Vĩnh Châu.

## Xuất thân
Thạch Huôn quê quán ở xã Lai Hòa, huyện Vĩnh Châu, tỉnh Sóc Trăng.
Ông hiện cư trú ở Chùa Pray Chóp, ấp Pray Chóp B, xã Lai Hòa, huyện Vĩnh Châu, tỉnh Sóc Trăng.

## Giáo dục
- Giáo dục phổ thông: 12/12
- Cao cấp lí luận chính trị

## Sự nghiệp
Ông gia nhập Đảng Cộng sản Việt Nam vào ngày 25/7/2008.
Ông từng là ĐBHĐND huyện (2004-2011).
Ngày 22 tháng 5 năm 2011, ông trúng cử đại biểu Quốc hội Việt Nam khóa 13 nhiệm kì 2011-2016 ở đơn vị bầu cử số 3 tỉnh Sóc Trăng gồm huyện Mỹ Xuyên, huyện Vĩnh Châu và huyện Trần Đề với số phiếu hợp lệ chiếm 65,10%.
Ông từng là Phó Hội trưởng Hội đoàn kết sư sãi yêu nước tỉnh Sóc Trăng, Phó Ban trị sự Phật giáo tỉnh, Phó Ban Hoằng pháp Trung ương, Phó Ban nghi lễ Trung ương Giáo hội Phật giáo Việt Nam, Ủy viên Ủy ban MTTQVN thị xã Vĩnh Châu.
Ông làm việc ở Chùa Prey Chóp, huyện Vĩnh Châu, tỉnh Sóc Trăng.